# Dario Franceschini
Dario Franceschini (n. 19 octombrie 1958, Ferrara, Italia) este un politician italian.